# Ілі-тюркська мова
Ілі́-тюр́кська мова (ілі́ тюркі́) — тюркська мова, якою розмовляють в Ілі-Казахському автономному окрузі Сіньцзян-Уйгурського автономного району Китаю. Кількість носіїв на 1982 рік — приблизно 120 осіб; майже всі вони користуються також казахською та уйгурською мовами.
Народна легенда оповідає, що предки носіїв ілі-тюркської мови пересилилися у Китай більш як два століття тому з Ферганської долини. Тепер вони живуть у басейні річки Ілі, її приток та в місті Кульджа. Чисельність осіб, які розмовляють ілі-тюркською, постійно скорочується, оскільки серед них поширені шлюби з казахами й уйгурами, що має наслідком заміщення ілі-тюркської домінуючими мовами серед молодого покоління.

## Класифікація
Ілі-тюркська мова була уперше описана 1956 року. Разом з узбецькою та уйгурською мовами належить до карлуцької (чагатайської) групи тюркських мов, проте через сусідство її носіїв з носіями казахської виявляє кипчацький вплив (наприклад, асиміляція суфікса родового відмінка, перехід /ɣ/ у /w/ після голосних нижнього ряду). 

Порівняння карлуцьких та кипчацьких ознак в ілі-тюркській мові наведено нижче:
|                                          | Казахська (Кипчацька) | Ілі-тюркська      | Узбецька (Карлуцька) | Українська            |
| ---------------------------------------- | --------------------- | ----------------- | -------------------- | --------------------- |
| *G > w після низьких голосних            | taw                   | taw               | tɒɣ                  | гора                  |
| Асиміляція суфікса родового відмінка     | tyje+niŋ / et+tiŋ     | tʉjæ+nin / et+tin | tʉjæ+niŋ / et+niŋ    | від верблюда/ з м'яса |
| *G > w > Ø після високих голосних        | sarɨ                  | sarɨq             | sarɨq                | жовтий                |
| Втрата гемінації (подвоєння) приголосних | seɡiz                 | sekkiz            | sækkiz               | вісім                 |

## Фонетика
Ілі-тюркська мова має 7 голосних і 22 приголосні фонеми (звуки).

### Приголосні
|             | Губно-губний | Губно-губний | Ясенний | Ясенний | Піднебінний | Піднебінний | Задньопіднебінний | Задньопіднебінний | Язичковий | Язичковий | Гортанний |  |
| ----------- | ------------ | ------------ | ------- | ------- | ----------- | ----------- | ----------------- | ----------------- | --------- | --------- | --------- |  |
| Носовий     | m            | m            | n       | n       |             |             | ŋ                 | ŋ                 |           |           |           |  |
| Проривний   | p            | b            | t       | d       | tʃ          | dʒ          | k                 | g                 | q         |           |           |  |
| Щілинний    |              |              | s       | z       | ʃ           |             |                   |                   | χ         | ʁ         | h         |  |
| Одноударний |              |              | ɾ       | ɾ       |             |             |                   |                   |           |           |           |  |
| Апроксимант |              |              | l       | l       | j           | j           | w                 | w                 |           |           |           |  |

### Голосні
|                                | Голосний переднього ряду | Голосний не переднього ряду | Голосний не переднього ряду |
| Неогублений                    | Голосний переднього ряду | Огублений                   |                             |
| ------------------------------ | ------------------------ | --------------------------- | --------------------------- |
| Голосний високого піднесення   | i                        | ɨ                           | ʉ                           |
| Голосний середнього піднесення | e                        |                             | ɵ                           |
| Голосний низького піднесення   | æ                        | ɑ                           |                             |